# Anete Sietiņa
Anete Sietiņa, född, Anete Kociņa, 5 februari 1996, är en lettisk friidrottare som tävlar i spjutkastning.

## Karriär
Vid världsmästerskapen i friidrott 2023 placerade hon sig på en fjärde plats.